# A King in New York
A King in New York é um filme britânico de comédia de 1957 escrito, produzido, dirigido e protagonizado por Charles Chaplin. Este é o último filme seu em que é protagonista, mas não o último em que aparece. Em 1967 ele faz uma pequena ponta em seu último filme, A Countess from Hong Kong, como havia feito em A Woman of Paris.

## Elenco
- Charles Chaplin - Rei Igor Shahdov
- Dawn Addams - Ann Kay, especialista em publicidade
- Maxine Audley - Rainha Irene
- Jerry Desmonde - Primeiro Ministro Voudel
- Oliver Johnston - Embaixador Jaume
- Michael Chaplin - Rupert Macabee